# Marékaffo
Marékaffo, o anche Marékhaffo, è un comune rurale del Mali facente parte del circondario di Yélimané, nella regione di Kayes.
Il comune è composto da 3 nuclei abitati:
- Diabougou
- Diakadoromou
- Dogofiry (centro principale)